# سان پوسیدونیو
سن پوسیدونیو (به ایتالیایی: San Possidonio) یک کومونه در ایتالیا است که در استان مودنا واقع شده‌است.

## خصوصیات
سن پوسیدونیو ۱۷٫۰ کیلومترمربع مساحت و ۳٬۷۷۰ نفر جمعیت دارد.